# Anyphops barnardi
Anyphops barnardi är en spindelart som först beskrevs av Lawrence 1940.  Anyphops barnardi ingår i släktet Anyphops och familjen Selenopidae.
Artens utbredningsområde är Zimbabwe. Inga underarter finns listade i Catalogue of Life.